# Włochy na Letnich Igrzyskach Olimpijskich 2012
Włochy na Letnich Igrzyskach Olimpijskich 2012 reprezentowało 281 zawodników: 158 mężczyzn i 123 kobiety. Był to 26 start reprezentacji Włoch na letnich igrzyskach olimpijskich.

## Zdobyte medale
| Medal  | Zawodnik | Dyscyplina             | Konkurencja                                       | Rezultat                                                                          |
| ------ | --- | ---------------------- | ------------------------------------------------- | --------------------------------------------------------------------------------- |
| Złoto  | Daniele Molmenti | Kajakarstwo            | K-1 mężczyzn                                      | 93,43 pkt                                                                         |
| Złoto  | Michele Frangilli, Marco Galiazzo, Mauro Nespoli | Łucznictwo             | drużynowo mężczyźni                               | w finale pokonali zespół stanów Zjednoczonych 219:218                             |
| Złoto  | Niccolò Campriani | Strzelectwo            | karabin małokalibrowy, trzy postawy 50 m mężczyzn | 1278,5 pkt                                                                        |
| Złoto  | Jessica Rossi | Strzelectwo            | trap kobiet                                       | 99 pkt                                                                            |
| Złoto  | Valerio Aspromonte, Giorgio Avola, Andrea Baldini, Andrea Cassarà | Szermierka             | floret mężczyzn drużynowo                         | w finale pokonali zespół Japonii 45:39                                            |
| Złoto  | Elisa Di Francisca | Szermierka             | floret kobiet indywidualnie                       | w finale pokonała rodaczkę Ariannę Errigo 12:11                                   |
| Złoto  | Elisa Di Francisca, Arianna Errigo, Ilaria Salvatori, Valentina Vezzali | Szermierka             | floret kobiet drużynowo                           | w finale pokonały zespół Rosji 45:31                                              |
| Złoto  | Carlo Molfetta | Taekwondo              | kategoria powyżej 80 kg mężczyzn                  | w finale pokonał reprezentanta Gabonu Anthony Obame 9 (SUP):9                     |
| Srebro | Clemente Russo | Boks                   | waga ciężka (do 91 kg) mężczyzn                   | w finale uległ Ukraińcowi ołeksandrowi Usykowi 11:14                              |
| Srebro | Roberto Cammarelle | Boks                   | waga superciężka (powyżej 91 kg) mężczyzn         | w finale uległ Brytyjczykowi Anthony Joshua 18:18+                                |
| Srebro | Stefano Tempesti, Amaurys Pérez, Niccolò Gitto, Pietro Figlioli, Alex Giorgetti, Maurizio Felugo, Massimo Giacoppo, Valentino Gallo, Christian Presciutti, Deni Fiorentini, Matteo Aicardi, Danijel Premuš, Giacomo Pastorino | Piłka wodna            | turniej mężczyzn                                  | w finale przegrali z reprezentacją Chorwacji 6:8                                  |
| Srebro | Niccolò Campriani | Strzelectwo            | karabin pneumatyczny 10 mężczyzn                  | 701,5 pkt                                                                         |
| Srebro | Luca Tesconi | Strzelectwo            | Pistolet pneumatyczny 10 m mężczyzn               | 686,5 pkt                                                                         |
| Srebro | Massimo Fabbrizi | Strzelectwo            | trap mężczyzn                                     | 146 pkt                                                                           |
| Srebro | Arianna Errigo | Szermierka             | floret kobiet indywidualnie                       | w finale uległa rodaczce Elisa Di Francisca 11:12                                 |
| Srebro | Diego Occhiuzzi | Szermierka             | szabla mężczyzn indywidualnie                     | w finale przegrał z Węgrem Áron Szilágyi 8:15                                     |
| Srebro | Alessio Sartori, Romano Battisti | Wioślarstwo            | dwójka podwójna mężczyzn                          | 6:32,80 min                                                                       |
| Brąz   | Vincenzo Mangiacapre | Boks                   | waga lekkopółśrednia (do 64 kg) mężczyzn          | w półfinale uległ Kubańczykowi Roniel Iglesias 8:15                               |
| Brąz   | Matteo Morandi | Gimnastyka             | ćwiczenia na kółkach mężczyzn                     | 15,733                                                                            |
| Brąz   | Elisa Blanchi, Romina Laurito, Marta Pagnini, Elisa Santoni, Anzhelika Savrayuk, Andreea Stefanescu | Gimnastyka artystyczna | zawody drużynowe                                  | 55,450 pkt                                                                        |
| Brąz   | Rosalba Forciniti | Judo                   | waga do 52 kg kobiet                              | w pojedynku o brązowy medal pokonała Marie Müller z Luksemburga                   |
| Brąz   | Marco Aurelio Fontana | Kolarstwo górskie      | cross-country mężczyzn                            | 1:29:32 h                                                                         |
| Brąz   | Fabrizio Donato | Lekkoatletyka          | trójskok mężczyzn                                 | 17,48 m                                                                           |
| Brąz   | Martina Grimaldi | Pływanie               | 10 km na otwartym akwenie kobiet                  | 1:57:41,8 h                                                                       |
| Brąz   | Luigi Mastrangelo, Simone Parodi, Samuele Papi, Michal Lasko, Ivan Zaytsev, Dante Boninfante, Cristian Savani, Dragan Travica, Alessandro Fei, Emanuele Birarelli, Andrea Bari, Andrea Giovi                                  | Siatkówka              | turniej mężczyzn                                  | w meczu o brązowy medal pokonali zespół Bułgarii 3:1 (25:19, 23:25, 25:22, 25:21) |
| Brąz   | Valentina Vezzali | Szermierka             | floret kobiet indywidualnie                       | w pojedynku o brązowy medal pokonała Koreankę Nam Hyun-hee 13:12                  |
| Brąz   | Aldo Montano, Diego Occhiuzzi, Luigi Samele, Luigi Tarantino | Szermierka             | Szabla mężczyzn drużynowo                         | w pojedynku o brązowy medal pokonali zespół Rosji 45:40                           |
| Brąz   | Mauro Sarmiento | Taekwondo              | kategoria do 80 kg mężczyzn                       | w pojedynku o brązowy medal pokonał Afgańczyka Nesar Ahmad Bahave 4:0             |

## Skład kadry

### Badminton
Kobiety
| Zawodniczka      | Konkurencja    | Faza grupowa         | Faza grupowa         | Faza grupowa         | Faza grupowa | 1/8 finału           | Ćwierćfinał          | Półfinał             | Finał                | Finał   |
| Zawodniczka      | Konkurencja    | Przeciwniczka Punkty | Przeciwniczka Punkty | Przeciwniczka Punkty | Miejsce      | Przeciwniczka Punkty | Przeciwniczka Punkty | Przeciwniczka Punkty | Przeciwniczka Punkty | Miejsce |
| ---------------- | -------------- | -------------------- | -------------------- | -------------------- | ------------ | -------------------- | -------------------- | -------------------- | -------------------- | ------- |
| Agnese Allegrini | gra pojedyncza | Tee Jing Yi 0-2      | Bae Youn-joo 0-2     |                      | 3.           | → Nie awansowała     | → Nie awansowała     | → Nie awansowała     | → Nie awansowała     | 33.     |

### Boks
Mężczyźni
| Zawodnik              | Konkurencja | 1/32               | 1/16               | 1/8                        | Ćwierćfinał              | Półfinał                    | Finał                 | Finał   |
| Zawodnik              | Konkurencja | Przeciwnik Wynik   | Przeciwnik Wynik   | Przeciwnik Wynik           | Przeciwnik Wynik         | Przeciwnik Wynik            | Przeciwnik Wynik      | Miejsce |
| --------------------- | ----------- | ------------------ | ------------------ | -------------------------- | ------------------------ | --------------------------- | --------------------- | ------- |
| Manuel Cappai         | 49 kg       |                    | Mark Barriga 7-17  | → Nie awansował            | → Nie awansował          | → Nie awansował             | → Nie awansował       | 17.     |
| Vincenzo Picardi      | 52 kg       |                    |                    | Njamnajaryn Tögscogt 16-17 | → Nie awansował          | → Nie awansował             | → Nie awansował       | 9.      |
| Vittorio Parrinello   | 56 kg       | Jonas Matheus 18-7 | Luke Campbell 9-11 | → Nie awansował            | → Nie awansował          | → Nie awansował             | → Nie awansował       | 9.      |
| Domenico Valentino    | 60 kg       |                    |                    | Josh Taylor 15-10          | Evaldas Petrauskas 14-16 | → Nie awansował             | → Nie awansował       | 5.      |
| Viencenzo Mangiacapre | 64 kg       |                    |                    | Gyula Káté 20-14           | Danijar Jeleusynow 16-12 | Roniel Iglesias 8-15        | → Nie awansował       | brąz    |
| Clemente Russo        | 91 kg       |                    |                    | Tumba Silva WO             | José Larduet 12-10       | Teymur Məmmədov 15-13       | Ołeksandr Usyk 11-14  | srebro  |
| Roberto Cammarelle    | ponad 91 kg |                    |                    | Ítalo Perea 18-10          | Mohamed Arjaoui 12-11    | Məhəmmədrəsul Məcidov 13-12 | Anthony Joshua 18-18+ | srebro  |

### Gimnastyka
Mężczyźni
| Zawodnik          | Konkurencje            | Konkurencje            | Konkurencje     | Konkurencje     | Konkurencje                 | Konkurencje                 | Konkurencje          | Konkurencje          | Konkurencje            | Konkurencje            | Konkurencje         | Konkurencje         | Konkurencje | Konkurencje | Konkurencje        | Konkurencje        |
| Zawodnik          | Wielobój indywidualnie | Wielobój indywidualnie | Ćwiczenia wolne | Ćwiczenia wolne | Ćwiczenia na koniu z łękami | Ćwiczenia na koniu z łękami | Ćwiczenia na kółkach | Ćwiczenia na kółkach | Ćwiczenia na poręczach | Ćwiczenia na poręczach | Ćwiczenia na drążku | Ćwiczenia na drążku | Skoki       | Skoki       | Wielobój drużynowy | Wielobój drużynowy |
| Zawodnik          | Wynik                  | Pozycja                | Wynik           | Pozycja         | Wynik                       | Pozycja                     | Wynik                | Pozycja              | Wynik                  | Pozycja                | Wynik               | Pozycja             | Wynik       | Pozycja     | Wynik              | Pozycja            |
| ----------------- | ---------------------- | ---------------------- | --------------- | --------------- | --------------------------- | --------------------------- | -------------------- | -------------------- | ---------------------- | ---------------------- | ------------------- | ------------------- | ----------- | ----------- | ------------------ | ------------------ |
| Enrico Pozzo      | 87,032                 | 18.                    | 14,766          | 24.             | 13,633                      | 40.                         | 14,033               | 53.                  | 14,366                 | 46.                    | 14,500              | 29.                 |             |             | 262,085            | 11.                |
| Paolo Ottavi      | 84,648                 | 22.                    | 14,266          | 43.             | 13,700                      | 39.                         | 14,866               | 24.                  | 14,500                 | 44.                    | 14,066              | 39.                 |             |             | 262,085            | 11.                |
| Alberto Busnari   |                        |                        |                 |                 | 15,400                      | 4.                          |                      |                      | 13,766                 | 56.                    | 12,100              | 67.                 |             |             | 262,085            | 11.                |
| Matteo Morandi    | 60,032                 | 41.                    | 14,133          | 46.             | 0,000                       | 69.                         | 15,733               | brąz                 | 14,500                 | 43.                    | 0,000               | 70.                 |             |             | 262,085            | 11.                |
| Matteo Angioletti |                        |                        | 14,033          | 50.             |                             |                             | 15,066               | 15.                  |                        |                        |                     |                     | 15,583      | 10.         | 262,085            | 11.                |

Kobiety
| Zawodniczka         | Wynik                  | Wynik                  | Wynik           | Wynik           | Wynik                  | Wynik                  | Wynik                   | Wynik                   | Wynik | Wynik   | Wynik              | Wynik              |
| Zawodniczka         | Wielobój indywidualnie | Wielobój indywidualnie | Ćwiczenia wolne | Ćwiczenia wolne | Ćwiczenia na poręczach | Ćwiczenia na poręczach | Ćwiczenia na równoważni | Ćwiczenia na równoważni | Skoki | Skoki   | Wielobój drużynowy | Wielobój drużynowy |
| Zawodniczka         | Wynik                  | Pozycja                | Wynik           | Pozycja         | Wynik                  | Pozycja                | Wynik                   | Pozycja                 | Wynik | Pozycja | Wynik              | Pozycja            |
| ------------------- | ---------------------- | ---------------------- | --------------- | --------------- | ---------------------- | ---------------------- | ----------------------- | ----------------------- | ----- | ------- | ------------------ | ------------------ |
| Vanessa Ferrari     | 57,999                 | 8.                     | 14,900          | 4.              | 14,233                 | 21.                    | 14,433                  | 16.                     |       |         | 167,930            | 7.                 |
| Carlotta Ferlito    | 55,098                 | 21.                    | 13,900          | 26.             | 13,075                 | 52.                    | 14,425                  | 17.                     |       |         | 167,930            | 7.                 |
| Erika Fasana        | 53,965                 | 30.                    | 14,033          | 22.             | 13,666                 | 37.                    | 12,666                  | 62.                     |       |         | 167,930            | 7.                 |
| Giorgia Campana     |                        |                        |                 |                 | 12,766                 | 60.                    |                         |                         |       |         | 167,930            | 7.                 |
| Elisabetta Preziosa |                        |                        | 13,300          | 45.             |                        |                        | 13,266                  | 38.                     |       |         | 167,930            | 7.                 |

#### Gimnastyka artystyczna
| Zawodnik                                                                                       | Konkurencja           | Eliminacje | Eliminacje | Finał            | Finał            |
| Zawodnik                                                                                       | Konkurencja           | Wynik      | Pozycja    | Wynik            | Pozycja          |
| ---------------------------------------------------------------------------------------------- | --------------------- | ---------- | ---------- | ---------------- | ---------------- |
| Julieta Cantaluppi                                                                             | wielobój indywidualny | 105,275    | 16.        | → Nie awansowała | → Nie awansowała |
| Elisa Blanchi Romina Laurito Marta Pagnini Elisa Santoni Anzhelika Savrayuk Andreea Stefanescu | zawody drużynowe      | 55,800     | 2.         | 55,450           | brąz             |

#### Skoki na trampolinie
Mężczyźni
| Zawodnik       | Konkurencja | Eliminacje                     | Eliminacje                 | Eliminacje        | Eliminacje         | Eliminacje | Finał            | Finał             | Finał           | Finał           | Finał           | Finał   |
| Zawodnik       | Konkurencja | Eliminacje – Układ obowiązkowy | Eliminacje – Układ dowolny | Eliminacje – Kara | Eliminacje – Razem | Pozycja    | Finał – Trudność | Finał – Wykonanie | Finał – Lot     | Finał – Kara    | Finał – Łącznie | Pozycja |
| Zawodnik       | Konkurencja | Punkty                         | Punkty                     | Punkty            | Punkty             | Pozycja    | Punkty           | Punkty            | Punkty          | Punkty          | Punkty          | Pozycja |
| -------------- | ----------- | ------------------------------ | -------------------------- | ----------------- | ------------------ | ---------- | ---------------- | ----------------- | --------------- | --------------- | --------------- | ------- |
| Flavio Cannone | mężczyźni   | 47,450                         | 56,720                     |                   | 104,170            | 11.        | → Nie awansował  | → Nie awansował   | → Nie awansował | → Nie awansował | → Nie awansował | 11.     |

### Jeździectwo
| Zawodnik         | Konkurencja              | Grand Prix | Grand Prix | Grand Prix Special | Grand Prix Special | Finał  | Finał |
| Zawodnik         | Konkurencja              | Wynik      | Poz.       | Wynik              | Poz.               | Wynik  | Poz.  |
| ---------------- | ------------------------ | ---------- | ---------- | ------------------ | ------------------ | ------ | ----- |
| Valentina Truppa | Ujeżdżenie indywidualnie | 75,790     | 9.         | 73,127             | 18.                | 78,214 | 15.   |

| Zawodnik            | Konkurencja        | Ujeżdżenie | Cross country | Skoki (runda kwalifikacyjna) | Razem | Skoki (runda finałowa) | Finał | Pozycja |
| ------------------- | ------------------ | ---------- | ------------- | ---------------------------- | ----- | ---------------------- | ----- | ------- |
| Vittoria Panizzon   | WKKW indywidualnie | 53,50      | 0,00          | 1,00                         | 54,50 | 0,00                   | 54,50 | 11.     |
| Stefano Brecciaroli | WKKW indywidualnie | 38,50      | 11,60         | 11,00                        | 61,10 | 8,00                   | 69,10 | 19.     |

### Judo
Mężczyźni
| Zawodnik          | Konkurencja | 1/32                       | 1/16                          | 1/8                        | Ćwierćfinał                   | Półfinał                   | Pierwsza runda repasaży | Półfinał repasaży          | Finał            | Finał   |
| Zawodnik          | Konkurencja | Przeciwnik Wynik           | Przeciwnik Wynik              | Przeciwnik Wynik           | Przeciwnik Wynik              | Przeciwnik Wynik           | Przeciwnik Wynik        | Przeciwnik Wynik           | Przeciwnik Wynik | Pozycja |
| ----------------- | ----------- | -------------------------- | ----------------------------- | -------------------------- | ----------------------------- | -------------------------- | ----------------------- | -------------------------- | ---------------- | ------- |
| Elio Verde        | - 60 kg     | Juan Posttigos W 0100-0001 | Georgij Zantaraja W 0001-0000 | Nabor Castillo W 0101-0001 | Howhannes Dawtian W 0001-0000 | Hiroki Hiroaka P 0000-0110 |                         | Felipe Kitadai P 0000-0011 | → Nie awansował  | 5.      |
| Francesco Faraldo | - 66 kg     | Sugoi Uriarte P 0000-0100  | → Nie awansował               | → Nie awansował            | → Nie awansował               | → Nie awansował            | → Nie awansował         | → Nie awansował            | → Nie awansował  | 33.     |
| Antonio Ciano     | - 81 kg     |                            | Ole Bischof P 0001-0101       | → Nie awansował            | → Nie awansował               | → Nie awansował            | → Nie awansował         | → Nie awansował            | → Nie awansował  | 17.     |
| Roberto Meloni    | - 90 kg     |                            | Parviz Sobirov W 0101-0013    | Tiago Camilo P 0001-1011   | → Nie awansował               | → Nie awansował            | → Nie awansował         | → Nie awansował            | → Nie awansował  | 9.      |

Kobiety
| Zawodniczka        | Konkurencja | 1/16                     | 1/8                       | Ćwierćfinał                 | Półfinał              | Pierwsza runda repasaży       | Półfinał repasaży        | Finał               | Finał   |
| Zawodniczka        | Konkurencja | Przeciwniczka Wynik      | Przeciwniczka Wynik       | Przeciwniczka Wynik         | Przeciwniczka Wynik   | Przeciwniczka Wynik           | Przeciwniczka Wynik      | Przeciwniczka Wynik | Pozycja |
| ------------------ | ----------- | ------------------------ | ------------------------- | --------------------------- | --------------------- | ----------------------------- | ------------------------ | ------------------- | ------- |
| Elena Moretti      | - 48 kg     |                          | Paula Pareto P 0000-0010  | → Nie awansowała            | → Nie awansowała      | → Nie awansowała              | → Nie awansowała         | → Nie awansowała    | 9.      |
| Rosalba Forciniti  | - 52 kg     |                          | Romy Tarangul W 0010-0002 | Kim Kyung-ok W 0001-0001    | An Kum-ae P 0000-0101 |                               | Marie Müller W 0000-0001 | → Nie awansowała    | brąz    |
| Giulia Quintavalle | - 57 kg     |                          | Kim Jan-di W 1011-0002    | Kaori Matsumoto P 0001-0010 | → Nie awansowała      | Sabrina Filzmoser W 0100-0001 | Marti Malloy P 0001–1000 |                     | 5.      |
| Edwige Gwend       | - 63 kg     |                          | Xu Lili P 0002-0211       | → Nie awansowała            | → Nie awansowała      | → Nie awansowała              | → Nie awansowała         | → Nie awansowała    | 9.      |
| Erica Barbieri     | - 70 kg     | Hwang Ye-sul P 0001-0102 | → Nie awansowała          | → Nie awansowała            | → Nie awansowała      | → Nie awansowała              | → Nie awansowała         | → Nie awansowała    | 17.     |

### Kajakarstwo
Mężczyźni
| Zawodnik           | Konkurencja | Eliminacje | Eliminacje | Półfinały       | Półfinały       | Finał A/B       | Finał A/B       | Pozycja |
| Zawodnik           | Konkurencja | Czas       | Pozycja    | Czas            | Pozycja         | Czas            | Pozycja         | Pozycja |
| ------------------ | ----------- | ---------- | ---------- | --------------- | --------------- | --------------- | --------------- | ------- |
| Maximilian Benassi | K-1 1000m   | 3:35,543   | 6.         | → Nie awansował | → Nie awansował | → Nie awansował | → Nie awansował | 18.     |

Kobiety
| Zawodniczka    | Konkurencja | Eliminacje | Eliminacje | Półfinały        | Półfinały        | Finał            | Finał            | Pozycja |
| Zawodniczka    | Konkurencja | Czas       | Pozycja    | Czas             | Pozycja          | Czas             | Pozycja          | Pozycja |
| -------------- | ----------- | ---------- | ---------- | ---------------- | ---------------- | ---------------- | ---------------- | ------- |
| Norma Murabito | K-1 200m    | 43,820     | 7.         | → Nie awansowała | → Nie awansowała | → Nie awansowała | → Nie awansowała | 25.     |
| Josefa Idem    | K-1 500m    | 1:55,619   | 3.         | 1:52,232         | 1.               | 1:53,223         | 5. (A)           | 5.      |

### Kajakarstwo górskie
Mężczyźni
| Zawodnik                         | Konkurencja | Eliminacje | Eliminacje | Eliminacje | Eliminacje | Eliminacje | Eliminacje | Półfinały        | Półfinały        | Finał            | Finał            | Pozycja |
| Zawodnik                         | Konkurencja | P 1        | M.         | P 2        | M.         | Razem      | M.         | Czas             | Miejsce          | Czas             | Miejsce          | Pozycja |
| -------------------------------- | ----------- | ---------- | ---------- | ---------- | ---------- | ---------- | ---------- | ---------------- | ---------------- | ---------------- | ---------------- | ------- |
| Daniele Molmenti                 | K-1         | 91,40      | 10.        | 88,68      | 8.         | 88,68      | 9.         | 96,37            | 3.               | 93,43            | 1.               | złoto   |
| Stefano Cipressi                 | C-1         | 96,40      | 9.         | 99,74      | 11.        | 96,40      | 13.        | → Nie awansował  | → Nie awansował  | → Nie awansował  | → Nie awansował  | 13.     |
| Niccolò Ferrari Pietro Camporesi | C-2         | 120,64     | 14.        | 111,55     | 10.        | 111,55     | 13.        | → Nie awansowali | → Nie awansowali | → Nie awansowali | → Nie awansowali | 13.     |

Kobiety
| Zawodnik   | Konkurencja | Eliminacje | Eliminacje | Eliminacje | Eliminacje | Eliminacje | Eliminacje | Półfinały | Półfinały | Finał            | Finał            | Pozycja |
| Zawodnik   | Konkurencja | P 1        | M.         | P 2        | M.         | Razem      | M.         | Czas      | Miejsce   | Czas             | Miejsce          | Pozycja |
| ---------- | ----------- | ---------- | ---------- | ---------- | ---------- | ---------- | ---------- | --------- | --------- | ---------------- | ---------------- | ------- |
| Clara Giai | K-1         | 99,66      | 2.         | 112,65     | 15.        | 99,66      | 3.         | 176,61    | 15.       | → Nie awansowała | → Nie awansowała | 15.     |

### Kolarstwo

#### Kolarstwo szosowe
| Zawodnik         | Konkurencja                    | Czas                     | Pozycja                  |
| ---------------- | ------------------------------ | ------------------------ | ------------------------ |
| Luca Paolini     | wyścig ze startu wspólnego (m) | 5:46:05                  | 9.                       |
| Elia Viviani     | wyścig ze startu wspólnego (m) | 5:46:37                  | 38.                      |
| Sacha Modolo     | wyścig ze startu wspólnego (m) | 5:46:51                  | 99.                      |
| Vincenzo Nibali  | wyścig ze startu wspólnego (m) | 5:46:51                  | 101.                     |
| Matteo Trentin   | wyścig ze startu wspólnego (m) | → Nie ukończył wyścigu   | → Nie ukończył wyścigu   |
| Marco Pinotti    | jazda indywidualna na czas (m) | 52:49,28                 | 5.                       |
| Marco Pinotti    | wyścig ze startu wspólnego (m) | 5:54:04                  | 107.                     |
| Tatiana Guderzo  | jazda indywidualna na czas (k) | 41:48,94                 | 21.                      |
| Tatiana Guderzo  | wyścig ze startu wspólnego (k) | 3:36:01                  | 30.                      |
| Noemi Cantele    | jazda indywidualna na czas (k) | 41:51,18                 | 22.                      |
| Noemi Cantele    | wyścig ze startu wspólnego (k) | 3:36:04                  | 34.                      |
| Giorgia Bronzini | wyścig ze startu wspólnego (k) | 3:35:56                  | 5.                       |
| Monia Baccaille  | wyścig ze startu wspólnego (k) | Przekroczyła limit czasu | Przekroczyła limit czasu |

#### Kolarstwo górskie
| Zawodnik              | Konkurencja       | Czas    | Pozycja |
| --------------------- | ----------------- | ------- | ------- |
| Eva Lechner           | cross-country (k) | 1:37:36 | 17.     |
| Marco Aurelio Fontana | cross-country (m) | 1:29:32 | brąz    |
| Gerhard Kerschbaumer  | cross-country (m) | 1:32:02 | 13.     |

#### Kolarstwo torowe
Omnium
| Zawodnik     | Konkurencja | Okrążenie start lotny | Okrążenie start lotny | Wyścig punktowy | Wyścig punktowy | Wyścig eliminacyjny | Wyścig na dochodzenie | Wyścig na dochodzenie | Scratch | Wyścig na 500 m | Wyścig na 500 m | Suma punktów | Pozycja |
| Zawodnik     | Konkurencja | Czas                  | M.                    | Punkty          | M.              | Miejsce             | Przeciwnik Wynik      | M.                    | M.      | Czas            | M.              | Suma punktów | Pozycja |
| ------------ | ----------- | --------------------- | --------------------- | --------------- | --------------- | ------------------- | --------------------- | --------------------- | ------- | --------------- | --------------- | ------------ | ------- |
| Elia Viviani | mężczyźni   | 13,359                | 6.                    | 47              | 5.              | 2.                  | 4:28.499              | 7.                    | 7.      | 1:04,239        | 9.              | 34           | 6.      |

#### Kolarstwo BMX
| Zawodnik         | Konkurencja | Eliminacje | Eliminacje | Ćwierćfinał | Ćwierćfinał | Półfinał        | Półfinał        | Finał           | Finał           |
| Zawodnik         | Konkurencja | Wynik      | Miejsce    | Wynik       | Miejsce     | Wynik           | Miejsce         | Wynik           | Miejsce         |
| ---------------- | ----------- | ---------- | ---------- | ----------- | ----------- | --------------- | --------------- | --------------- | --------------- |
| Manuel de Vecchi | mężczyźni   | 39,385     | 18.        | 29          | 26.         | → Nie awansował | → Nie awansował | → Nie awansował | → Nie awansował |

### Lekkoatletyka
Mężczyźni
Konkurencje biegowe
| Zawodnik                                                     | Konkurencja           | Eliminacje | Eliminacje | Półfinał | Półfinał | Finał           | Finał           |
| Zawodnik                                                     | Konkurencja           | Wynik      | Miejsce    | Wynik    | Miejsce  | Wynik           | Miejsce         |
| ------------------------------------------------------------ | --------------------- | ---------- | ---------- | -------- | -------- | --------------- | --------------- |
| Daniele Meucci                                               | 5000 m                | 13:28,71   | 8.         |          |          | → Nie awansował | → Nie awansował |
| Daniele Meucci                                               | 10 000 m              |            |            |          |          | 28:57,46        | 24.             |
| Ruggero Pertile                                              | maraton               |            |            |          |          | 2:12,45         | 10.             |
| Emanuele Abate                                               | 110 m przez płotki    | 13,46      | 4.         | 13,35    | 4.       | → Nie awansował | → Nie awansował |
| José Reynaldo Bencosme de Leon                               | 400 m przez płotki    | 49,35      | 3.         | 50,07    | 6.       | → Nie awansował | → Nie awansował |
| Yuri Floriani                                                | 3000 m z przeszkodami | 8:29,01    | 2.         |          |          | 8:40,07         | 13.             |
| Simone Collio Jacques Riparelli Davide Manenti Fabio Cerutti | zstafeta 4 × 100 m    | 38,58      | 7.         |          |          | → Nie awansował | → Nie awansował |
| Giorgio Rubino                                               | chód 20 km            |            |            |          |          | 1:25:28         | 42.             |
| Marco De Luca                                                | chód 50 km            |            |            |          |          | 3:47:19         | 17.             |

Konkurencje techniczne
| Zawodnik           | Konkurencja | Kwalifikacje | Kwalifikacje | Finał           | Finał           |
| Zawodnik           | Konkurencja | Wynik        | Miejsce      | Wynik           | Miejsce         |
| ------------------ | ----------- | ------------ | ------------ | --------------- | --------------- |
| Fabrizio Donato    | trójskok    | 16,86        | 8.           | 17,48           | brąz            |
| Daniele Greco      | trójskok    | 17,00        | 4.           | 17,34           | 4.              |
| Nicola Vizzoni     | rzut młotem | 74,79        | 10.          | 76,07           | 8.              |
| Lorenzo Povegliano | rzut młotem | 71,55        | 27.          | → Nie awansował | → Nie awansował |
| Gianmarco Tamberi  | skok wzwyż  | 2,21         | 21.          | → Nie awansował | → Nie awansował |

Kobiety
Konkurencje biegowe
| Zawodnik                                                               | Konkurencja        | Eliminacje | Eliminacje | Półfinał          | Półfinał          | Finał            | Finał            |
| Zawodnik                                                               | Konkurencja        | Wynik      | Miejsce    | Wynik             | Miejsce           | Wynik            | Miejsce          |
| ---------------------------------------------------------------------- | ------------------ | ---------- | ---------- | ----------------- | ----------------- | ---------------- | ---------------- |
| Gloria Hooper                                                          | 200 m              | 23,25      | 6.         | → Nie awansowała  | → Nie awansowała  | → Nie awansowała | → Nie awansowała |
| Libania Grenot                                                         | 400 m              | 52,13      | 3.         | 51,18             | 3.                | → Nie awansowała | → Nie awansowała |
| Silvia Weissteiner                                                     | 5000 m             | 15:06,81   | 7.         |                   |                   | → Nie awansowała | → Nie awansowała |
| Elena Romagnolo                                                        | 5000 m             | 15:06,38   | 9.         |                   |                   | 15:35,69         | 15.              |
| Nadia Ejjafini                                                         | 5000 m             | 15:24,70   | 14.        |                   |                   | → Nie awansowała | → Nie awansowała |
| Nadia Ejjafini                                                         | 10 000 m           |            |            |                   |                   | 31:57,03         | 18.              |
| Valeria Straneo                                                        | maraton            |            |            |                   |                   | 2:25:27          | 8.               |
| Anna Incerti                                                           | maraton            |            |            |                   |                   | 2:29:38          | 29.              |
| Rosaria Console                                                        | maraton            |            |            |                   |                   | 2:30:09          | 30.              |
| Marzia Caravelli                                                       | 100 m przez płotki | 13,01      | 3.         | → Dyskwalifikacja | → Dyskwalifikacja | → Nie awansowała | → Nie awansowała |
| Chiara Bazzoni Elena Maria Bonfanti Libania Grenot Maria Enrica Spacca | sztafeta 4 × 400 m | 3:29,01    | 7.         |                   |                   | → Nie awansowały | → Nie awansowały |
| Elisa Rigaudo                                                          | chód 20 km         |            |            |                   |                   | 1:27:36          | 7.               |
| Eleonora Giorgi                                                        | chód 20 km         |            |            |                   |                   | 1:29:48          | 14.              |

Konkurencje techniczne
| Zawodniczka      | Konkurencja    | Kwalifikacje | Kwalifikacje | Finał            | Finał            |
| Zawodniczka      | Konkurencja    | Wynik        | Miejsce      | Wynik            | Miejsce          |
| ---------------- | -------------- | ------------ | ------------ | ---------------- | ---------------- |
| Silvia Salis     | rzut młotem    | 10,84        | 36.          | → Nie awansowała | → Nie awansowała |
| Chiara Rosa      | pchnięcie kulą | 18,30        | 15.          | → Nie awansowała | → Nie awansowała |
| Simona La Mantia | trójskok       | 13,92        | 18.          | → Nie awansowała | → Nie awansowała |

### Łucznictwo
| Zawodnik                                           | Konkurencja       | Runda rankingowa | Runda rankingowa | 1/32                  | 1/16                 | 1/8                       | Ćwierćfinały     | Półfinały        | Finał                       | Finał   |
| Zawodnik                                           | Konkurencja       | Wynik            | Seed             | Przeciwnik Wynik      | Przeciwnik Wynik     | Przeciwnik Wynik          | Przeciwnik Wynik | Przeciwnik Wynik | Przeciwnik Wynik            | Pozycja |
| -------------------------------------------------- | ----------------- | ---------------- | ---------------- | --------------------- | -------------------- | ------------------------- | ---------------- | ---------------- | --------------------------- | ------- |
| Mauro Nespoli                                      | indywidualnie (m) | 674              | 11.              | Chen Yu-Chen 2-6      | → Nie awansował      | → Nie awansował           | → Nie awansował  | → Nie awansował  | → Nie awansował             | 33.     |
| Michele Frangilli                                  | indywidualnie (m) | 662              | 36.              | Juan René Serrano 2-6 | → Nie awansował      | → Nie awansował           | → Nie awansował  | → Nie awansował  | → Nie awansował             | 33.     |
| Marco Galiazzo                                     | indywidualnie (m) | 662              | 36.              | Dymytro Hraczow 3-7   | → Nie awansował      | → Nie awansował           | → Nie awansował  | → Nie awansował  | → Nie awansował             | 33.     |
| Michele Frangilli Mauro Nespoli Marco Galiazzo     | drużynowo (m)     | 1998             | 6.               |                       |                      | Chińskie Tajpej · 216-206 | Chiny · 220-216  | Meksyk · 217-215 | Stany Zjednoczone · 219-218 | złoto   |
| Pia Carmen Lionetti                                | indywidualnie (k) | 652              | 19.              | Karen Hultzer 6-2     | Miranda Leek 6-4     | Tan Ya-ting 6-2           | Aída Román 2-6   | → Nie awansował  | → Nie awansował             | 7.      |
| Natalia Valeeva                                    | indywidualnie (k) | 650              | 24.              | Kwon Un-sil 7-2       | Ksienija Pierowa 2-6 | → Nie awansował           | → Nie awansował  | → Nie awansował  | → Nie awansował             | 17.     |
| Jessica Tomasi                                     | indywidualnie (k) | 635              | 44.              | Choi Hyeon-ju 5-6     | → Nie awansował      | → Nie awansował           | → Nie awansował  | → Nie awansował  | → Nie awansował             | 33.     |
| Pia Carmen Lionetti Natalia Valeeva Jessica Tomasi | drużynowo (k)     | 1397             | 10.              |                       |                      | Chiny · 199-200           | → Nie awansował  | → Nie awansował  | → Nie awansował             | 9.      |

### Pięciobój nowoczesny
| Zawodnik         | Konkurencja | Szermierka | Szermierka | Szermierka | Pływanie | Pływanie | Pływanie | Jazda konna | Jazda konna | Jazda konna | Kombinacja: strzelanie/bieg przełajowy | Kombinacja: strzelanie/bieg przełajowy | Kombinacja: strzelanie/bieg przełajowy | Suma punktów | Pozycja |
| Zawodnik         | Konkurencja | Wynik      | M.         | Punkty     | Czas     | M.       | Punkty   | Kary        | M.          | Punkty      | Czas                                   | M.                                     | Punkty                                 | Suma punktów | Pozycja |
| ---------------- | ----------- | ---------- | ---------- | ---------- | -------- | -------- | -------- | ----------- | ----------- | ----------- | -------------------------------------- | -------------------------------------- | -------------------------------------- | ------------ | ------- |
| Riccardo De Luca | mężczyźni   | 16-19      | 20.        | 784        | 2:08,29  | 24.      | 1264     | 0           | 3.          | 1200        | 10:32,34                               | 5.                                     | 2472                                   | 5720         | 9.      |
| Nicola Benedetti | mężczyźni   | 17-18      | 13.        | 808        | 2:18,47  | 36.      | 1140     | 116         | 26.         | 1084        | 10:16,92                               | 1.                                     | 2536                                   | 5568         | 20.     |
| Claudia Cesarini | kobiety     | 15-20      | 25.        | 760        | 2:22,77  | 29       | 1088     | 156         | 30.         | 1044        | 12:25,66                               | 19.                                    | 2020                                   | 4912         | 25.     |
| Sabrina Crognale | kobiety     | 20-15      | 8.         | 880        | 2:24,24  | 30.      | 1072     | 72          | 18.         | 1128        | 13:27,22                               | 33.                                    | 1772                                   | 4852         | 27.     |

### Piłka wodna
Turniej kobiet
Reprezentacja Włoch brała udział w rozgrywkach grupy B turnieju olimpijskiego i zajęła w niej trzecie miejsce awansując do ćwierćfinału. W ćwierćfinale uległy reprezentacji USA. W meczu o 7. miejsce pokonały Wielką Brytanię zajmując ostatecznie 7. miejsce.
- Reprezentacja kobiet

| - Elena Gigli - Simona Abbate - Elisa Casanova - Federica Radicchi - Anikó Pelle - Allegra Lapi - Tania Di Mario |  | - Roberta Bianconi - Giulia Emmolo - Giulia Rambaldi - Aleksandra Cotti - Teresa Frassinetti - Giulia Gorlero |

Grupa B
| Drużyna         | M | Mecze | Mecze | Mecze | Bramki | Bramki | Bramki | Pkt |
| Drużyna         | M | W     | R     | P     | +      | –      | +/-    | Pkt |
| --------------- | - | ----- | ----- | ----- | ------ | ------ | ------ | --- |
| Australia       | 3 | 3     | 0     | 0     | 37     | 19     | +18    | 6   |
| Rosja           | 3 | 2     | 0     | 1     | 22     | 23     | +1     | 4   |
| Włochy          | 3 | 1     | 0     | 2     | 22     | 22     | 0      | 2   |
| Wielka Brytania | 3 | 0     | 0     | 3     | 14     | 33     | -19    | 0   |

#### Rozgrywki grupowe
30 lipca 2012
| Włochy | 8:10 | Australia |

1 sierpnia 2012
| Włochy | 4:7 | Rosja |

3 sierpnia 2012
| Wielka Brytania | 5:10 | Włochy |

#### Ćwierćfinały
| 5 sierpnia 2012 14:50 CET | Stany Zjednoczone | 9:6 | Włochy | Water Polo Arena, Londyn |
|                           |                   |     |        |                          |

#### Mecze o miejsca 5-8
| 7 sierpnia 2012 14:10 CET | Włochy | 10:14 | Chiny | Water Polo Arena, Londyn |
|                           |        |       |       |                          |

| 9 sierpnia 2012 14:30 CET | Włochy | 11:7 | Wielka Brytania | Water Polo Arena, Londyn |
|                           |        |      |                 |                          |

Turniej mężczyzn
- Reprezentacja mężczyzn

Reprezentacja Włoch brała udział w rozgrywkach grupy A turnieju olimpijskiego zajmując w niej drugie miejsce i awansując do ćwierćfinału. W ćwierćfinale pokonała reprezentację Węgier i awansowała do półfinału. W półfinale reprezentacja Włoch pokonała reprezentację Serbii i awansowała do finału, w którym uległa reprezentacji Chorwacji.
| - Stefano Tempesti - Amaurys Pérez - Niccolò Gitto - Pietro Figlioli - Alex Giorgetti - Maurizio Felugo - Massimo Giacoppo |  | - Valentino Gallo - Christian Presciutti - Deni Fiorentini - Matteo Aicardi - Danijel Premuš - Giacomo Pastorino |

Grupa A
| Drużyna    | M | Mecze | Mecze | Mecze | Bramki | Bramki | Bramki | Pkt |
| Drużyna    | M | W     | R     | P     | +      | –      | +/-    | Pkt |
| ---------- | - | ----- | ----- | ----- | ------ | ------ | ------ | --- |
| Chorwacja  | 5 | 0     | 0     | 0     | 50     | 29     | +21    | 10  |
| Włochy     | 5 | 3     | 1     | 1     | 40     | 36     | +4     | 7   |
| Hiszpania  | 5 | 3     | 0     | 2     | 52     | 42     | +10    | 6   |
| Australia  | 5 | 2     | 0     | 3     | 40     | 44     | -4     | 4   |
| Grecja     | 5 | 1     | 1     | 3     | 41     | 43     | -2     | 3   |
| Kazachstan | 5 | 0     | 0     | 5     | 24     | 53     | -29    | 0   |

#### Rozgrywki grupowe
29 lipca 2012
| Włochy | 8:5 | Australia |

31 lipca 2012
| Grecja | 7:7 | Włochy |

2 sierpnia 2012
| Włochy | 6:11 | Chorwacja |

4 sierpnia 2012
| Włochy | 9:6 | Kazachstan |

6 sierpnia 2012
| Hiszpania | 7:10 | Włochy |

#### Ćwierćfinał
| 8 sierpnia 2012 18:40 CET | Włochy | 11:9 | Węgry | Water Polo Arena, Londyn |
|                           |        |      |       |                          |

#### Półfinał
| 10 sierpnia 2012 19:40 CET | Włochy | 9:7 | Serbia | Water Polo Arena, Londyn |
|                            |        |     |        |                          |

#### Finał
| 12 sierpnia 2012 16:50 CET | Chorwacja | 8:6 | Włochy | Water Polo Arena, Londyn |
|                            |           |     |        |                          |

### Pływanie
Mężczyźni
| Zawodnik                                                            | Konkurencja       | Eliminacje | Eliminacje | Półfinał        | Półfinał        | Finał            | Finał            |
| Zawodnik                                                            | Konkurencja       | Czas       | Miejsce    | Czas            | Miejsce         | Czas             | Miejsce          |
| ------------------------------------------------------------------- | ----------------- | ---------- | ---------- | --------------- | --------------- | ---------------- | ---------------- |
| Marco Orsi                                                          | 50m dowolnym      | 22,36      | 19.        | → Nie awansował | → Nie awansował | → Nie awansował  | → Nie awansował  |
| Luca Dotto                                                          | 50m dowolnym      | 22,12      | 4.         | 22,09           | 13.             | → Nie awansował  | → Nie awansował  |
| Luca Dotto                                                          | 100m dowolnym     | 49,43      | 22.        | Nie awansował   | Nie awansował   | Nie awansował    | Nie awansował    |
| Filippo Magnini                                                     | 100m dowolnym     | 49,18      | 19.        | → Nie awansował | → Nie awansował | → Nie awansował  | → Nie awansował  |
| Marco Belotti                                                       | 200m dowolnym     | 1:49,14    | 29.        | → Nie awansował | → Nie awansował | → Nie awansował  | → Nie awansował  |
| Samuel Pizzetti                                                     | 400m dowolnym     | 3:50,93    | 18.        |                 |                 | → Nie awansował  | → Nie awansował  |
| Gabriele Detti                                                      | 1500m dowolnym    | 15:06,22   | 13.        |                 |                 | → Nie awansował  | → Nie awansował  |
| Gregorio Paltrinieri                                                | 1500m dowolnym    | 14:50,11   | 1.         |                 |                 | 14:51,92         | 5.               |
| Mirco Di Tora                                                       | 100 m grzbietowym | 54,70      | 19.        | → Nie awansował | → Nie awansował | → Nie awansował  | → Nie awansował  |
| Sebastiano Ranfagni                                                 | 200 m grzbietowym | 1:58,76    | 19.        | → Nie awansował | → Nie awansował | → Nie awansował  | → Nie awansował  |
| Fabio Scozzoli                                                      | 100m klasycznym   | 59,99      | 3.         | 59,44           | 2.              | 59,97            | 7.               |
| Mattia Pesce                                                        | 100m klasycznym   | 1:01,27    | 23.        | → Nie awansował | → Nie awansował | → Nie awansował  | → Nie awansował  |
| Matteo Rivolta                                                      | 100m motylkowym   | 52,20      | 20.        | → Nie awansował | → Nie awansował | → Nie awansował  | → Nie awansował  |
| Federico Turrini                                                    | 200m zmiennym     | 2:00,63    | 20.        | → Nie awansował | → Nie awansował | → Nie awansował  | → Nie awansował  |
| Federico Turrini                                                    | 400m zmiennym     | 4:17,22    | 19.        |                 |                 | → Nie awansował  | → Nie awansował  |
| Luca Marin                                                          | 400m zmiennym     | 4:13,02    | 4.         |                 |                 | 4:14,89          | 8.               |
| Valerio Cleri                                                       | 10 km             |            |            |                 |                 | 1:51:29,5        | 17.              |
| Luca Dotto Andrea Rolla Michele Santucci Filippo Magnini Marco Orsi | 4 × 100m dowolnym | 3:15,78    | 3.         |                 |                 | 3:14,13          | 7.               |
| Gianluca Maglia Alex di Giorgio Riccardo Maestri Marco Belotti      | 4 × 200m dowolnym | 7:12,69    | 11.        |                 |                 | → Nie awansował  | → Nie awansował  |
| Mirco Di Tora Fabio Scozzoli Matteo Rivolta Luca Dotto              | 4 × 100m zmiennym | 3:36,88    | 14.        |                 |                 | → Nie awansowali | → Nie awansowali |

Kobiety
| Zawodniczka                                                          | Konkurencja       | Eliminacje | Eliminacje | Półfinał         | Półfinał         | Finał            | Finał            |
| Zawodniczka                                                          | Konkurencja       | Czas       | Miejsce    | Czas             | Miejsce          | Czas             | Miejsce          |
| -------------------------------------------------------------------- | ----------------- | ---------- | ---------- | ---------------- | ---------------- | ---------------- | ---------------- |
| Erika Ferraioli                                                      | 50m dowolnym      | 25,69      | 32.        | → Nie awansowała | → Nie awansowała | → Nie awansowała | → Nie awansowała |
| Federica Pellegrini                                                  | 200m dowolnym     | 1:57,16    | 1.         | 1:56,67          | 1.               | 1:56,73          | 5.               |
| Federica Pellegrini                                                  | 400m dowolnym     | 4:05,30    | 7.         |                  |                  | 4:04,50          | 5.               |
| Arianna Barbieri                                                     | 100m grzbietowym  | 1:00,25    | 3.         | 1:00,27          | 13.              | → Nie awansowała | → Nie awansowała |
| Elena Gemo                                                           | 100m grzbietowym  | 1:01,77    | 27.        | → Nie awansowała | → Nie awansowała | → Nie awansowała | → Nie awansowała |
| Alessia Filippi                                                      | 200m grzbietowym  | 2:12,40    | 23.        | → Nie awansowała | → Nie awansowała | → Nie awansowała | → Nie awansowała |
| Michela Guzzetti                                                     | 100m klasycznym   | 1:08,83    | 27.        | → Nie awansowała | → Nie awansowała | → Nie awansowała | → Nie awansowała |
| Chiara Boggiatto                                                     | 200m klasycznym   | 2:27,74    | 22.        | → Nie awansowała | → Nie awansowała | → Nie awansowała | → Nie awansowała |
| Ilaria Bianchi                                                       | 100m motylkowym   | 58,42      | 4.         | 57,79            | 6.               | 57,27            | 5.               |
| Stefania Pirozzi                                                     | 400m zmiennym     | 4:45,61    | 22.        |                  |                  | → Nie awansowała | → Nie awansowała |
| Martina Grimaldi                                                     | 10 km             |            |            |                  |                  | 1:57:41,8        | brąz             |
| Alice Mizzau Federica Pellegrini Laura Letrari Erika Ferraioli       | 4 × 100m dowolnym | 3:39,74    | 12.        |                  |                  | → Nie awansowały | → Nie awansowały |
| Alice Mizzau Alice Nesti Diletta Carli Federica Pellegrini           | 4 × 200m dowolnym | 7:52,75    | 4.         |                  |                  | 7:56,30          | 7.               |
| Arianna Barbieri Michela Guzzetti Ilaria Bianchi Federica Pellegrini | 4 × 100m zmiennym | 4:02,20    | 11.        |                  |                  | → Nie awansowały | → Nie awansowały |

### Pływanie synchroniczne
| Zawodnik                         | Konkurencja | Eliminacje                    | Eliminacje                    | Eliminacje                 | Eliminacje                 | Eliminacje         | Eliminacje         | Finał  | Finał   |
| Zawodnik                         | Konkurencja | Eliminacje – runda techniczna | Eliminacje – runda techniczna | Eliminacje – runda dowolna | Eliminacje – runda dowolna | Eliminacje – Razem | Eliminacje – Razem | Finał  | Finał   |
| Zawodnik                         | Konkurencja | Punkty                        | Miejsce                       | Punkty                     | Miejsce                    | Punkty             | Miejsce            | Punkty | Miejsce |
| -------------------------------- | ----------- | ----------------------------- | ----------------------------- | -------------------------- | -------------------------- | ------------------ | ------------------ | ------ | ------- |
| Giulia Lapi Mariangela Perrupato | Duety       | 90,700                        | 7.                            | 90,740                     | 7.                         | 181,440            | 7.                 | 90,720 | 7.      |

### Podnoszenie ciężarów
Mężczyźni
| Zawodnik         | Konkurencja | Rwanie | Rwanie  | Podrzut | Podrzut | Razem  | Pozycja |
| Zawodnik         | Konkurencja | Wynik  | Pozycja | Wynik   | Pozycja | Razem  | Pozycja |
| ---------------- | ----------- | ------ | ------- | ------- | ------- | ------ | ------- |
| Mirco Scarantino | -56 kg      | 97 kg  | 19.     | 128 kg  | 13.     | 225 kg | 14.     |

### Siatkówka
Mężczyźni
- Reprezentacja mężczyzn

| - Luigi Mastrangelo - Simone Parodi - Samuele Papi - Michal Lasko - Ivan Zaytsev - Dante Boninfante |  | - Cristian Savani - Dragan Travica - Alessandro Fei - Emanuele Birarelli - Andrea Bari - Andrea Giovi |

| Drużyna | Konkurencja      | Faza grupowa     | Faza grupowa     | Faza grupowa          | Faza grupowa     | Faza grupowa     | Faza grupowa | Ćwierćfinały            | Półfinały        | Mecz o 3. miejsce | Pozycja |
| Drużyna | Konkurencja      | Przeciwnik Wynik | Przeciwnik Wynik | Przeciwnik Wynik      | Przeciwnik Wynik | Przeciwnik Wynik | Pozycja      | Przeciwnik Wynik        | Przeciwnik Wynik | Przeciwnik Wynik  | Pozycja |
| ------- | ---------------- | ---------------- | ---------------- | --------------------- | ---------------- | ---------------- | ------------ | ----------------------- | ---------------- | ----------------- | ------- |
| Włochy  | turniej mężczyzn | Polska · 1:3     | Argentyna · 3:1  | Wielka Brytania · 3:0 | Australia · 3:2  | Bułgaria · 0:3   | 4.           | Stany Zjednoczone · 3:0 | Brazylia · 0:3   | Bułgaria · 3:1    | brąz    |

Kobiety
- Reprezentacja kobiet

| - Paola Croce - Giulia Rondon - Monica De Gennaro - Jenny Barazza - Caterina Bosetti - Francesca Piccinini |  | - Valentina Arrighetti - Eleonora Lo Bianco - Antonella Del Core - Lucia Bosetti - Simona Gioli - Carolina Costagrande |

| Drużyna | Konkurencja    | Faza grupowa     | Faza grupowa     | Faza grupowa          | Faza grupowa     | Faza grupowa     | Faza grupowa | Ćwierćfinały           | Półfinały        | Finał            | Pozycja |
| Drużyna | Konkurencja    | Przeciwnik Wynik | Przeciwnik Wynik | Przeciwnik Wynik      | Przeciwnik Wynik | Przeciwnik Wynik | Pozycja      | Przeciwnik Wynik       | Przeciwnik Wynik | Przeciwnik Wynik | Pozycja |
| ------- | -------------- | ---------------- | ---------------- | --------------------- | ---------------- | ---------------- | ------------ | ---------------------- | ---------------- | ---------------- | ------- |
| Włochy  | turniej kobiet | Dominikana · 3:1 | Japonia · 3:1    | Wielka Brytania · 3:0 | Algieria · 3:0   | Rosja · 2:3      | 2.           | Korea Południowa · 1:3 | → Nie awansowały | → Nie awansowały | 5-8.    |

#### Siatkówka plażowa
Mężczyźni
| Zawodnik                   | Konkurencja | Faza grupowa                                              | Faza grupowa                                       | Faza grupowa                                   | Pozycja | Play-off                                       | 1/8                                            | Ćwierćfinały                                        | Półfinały        | Finał            | Finał   |
| Zawodnik                   | Konkurencja | Przeciwnik Wynik                                          | Przeciwnik Wynik                                   | Przeciwnik Wynik                               | Pozycja | Przeciwnik Wynik                               | Przeciwnik Wynik                               | Przeciwnik Wynik                                    | Przeciwnik Wynik | Przeciwnik Wynik | Pozycja |
| -------------------------- | ----------- | --------------------------------------------------------- | -------------------------------------------------- | ---------------------------------------------- | ------- | ---------------------------------------------- | ---------------------------------------------- | --------------------------------------------------- | ---------------- | ---------------- | ------- |
| Daniele Lupo Paolo Nicolai | mężczyźni   | Jefferson Bellaguarda Patrick Heuscher 2:0 (21:19, 21:18) | Clemens Doppler Alexander Horst 0:2 (18:21, 17:21) | Alison Cerutti Emanuel Rego 0:2 (24:26, 18:21) | 3       | Josh Binstock Martin Reader 2:0 (21:16, 22:20) | Todd Rogers Phil Dalhausser 2:0 (21:17, 21:19) | Reinder Nummerdor Richard Schuil 0:2 (16:21, 18:21) | → Nie awansowali | → Nie awansowali | 5.      |

Kobiety
| Zawodniczka                    | Konkurencja | Faza grupowa                                                       | Faza grupowa                                  | Faza grupowa                                                | Pozycja | 1/8                                                 | Ćwierćfinały                                     | Półfinały        | Finał            | Finał   |
| Zawodniczka                    | Konkurencja | Przeciwnik Wynik                                                   | Przeciwnik Wynik                              | Przeciwnik Wynik                                            | Pozycja | Przeciwnik Wynik                                    | Przeciwnik Wynik                                 | Przeciwnik Wynik | Przeciwnik Wynik | Pozycja |
| ------------------------------ | ----------- | ------------------------------------------------------------------ | --------------------------------------------- | ----------------------------------------------------------- | ------- | --------------------------------------------------- | ------------------------------------------------ | ---------------- | ---------------- | ------- |
| Greta Cicolari Marta Menegatti | kobiety     | Jekatierina Chomiakowa Jewgienija Ukołowa 2:1 (17:21, 21:18, 15:8) | Zara Dampney Shauna Mullin 2:0 (21:18, 21:12) | Marie-Andrée Lessard Annie Martin 2:1 (21:12, 23:25, 15:10) | 1.      | Elsa Baquerizo Liliana Fernández 2:0 (21:15, 21:15) | Misty May-Treanor Kerri Walsh 0:2 (13:21, 13:21) | → Nie awansowały | → Nie awansowały | 5.      |

### Skoki do wody
Mężczyźni
| Zawodnik            | Konkurencja                  | Preeliminacje | Preeliminacje | Półfinał        | Półfinał        | Finał           | Finał           |
| Zawodnik            | Konkurencja                  | Punkty        | Miejsce       | Punkty          | Miejsce         | Punkty          | Miejsce         |
| ------------------- | ---------------------------- | ------------- | ------------- | --------------- | --------------- | --------------- | --------------- |
| Michele Benedetti   | trampolina 3 m indywidualnie | 433,05        | 20.           | → Nie awansował | → Nie awansował | → Nie awansował | → Nie awansował |
| Tommaso Rinaldi     | trampolina 3 m indywidualnie | 400,00        | 24.           | → Nie awansował | → Nie awansował | → Nie awansował | → Nie awansował |
| Francesco Dell'Uomo | wieża 10 m indywidualnie     | 370,25        | 27.           | → Nie awansował | → Nie awansował | → Nie awansował | → Nie awansował |
| Andrea Chiarabini   | wieża 10 m indywidualnie     | 367,75        | 28.           | → Nie awansował | → Nie awansował | → Nie awansował | → Nie awansował |

Kobiety
| Zawodniczka                      | Konkurencja                   | Preeliminacje | Preeliminacje | Półfinał         | Półfinał         | Finał            | Finał            |
| Zawodniczka                      | Konkurencja                   | Punkty        | Miejsce       | Punkty           | Miejsce          | Punkty           | Miejsce          |
| -------------------------------- | ----------------------------- | ------------- | ------------- | ---------------- | ---------------- | ---------------- | ---------------- |
| Tania Cagnotto                   | trampolina 3 m indywidualnie  | 349,80        | 3.            | 362,10           | 2.               | 362,20           | 4.               |
| Francesca Dallapé                | trampolina 3 m indywidualnie  | 311,25        | 13.           | 312,60           | 15.              | → Nie awansowała | → Nie awansowała |
| Noemi Batki                      | wieża 10 m indywidualnie      | 324,20        | 12.           | 325,45           | 10.              | 350,05           | 8.               |
| Brenda Spaziani                  | wieża 10 m indywidualnie      | 268,00        | 23.           | → Nie awansowała | → Nie awansowała | → Nie awansowała | → Nie awansowała |
| Tania Cagnotto Francesca Dallapé | trampolina 3 m synchronicznie |               |               |                  |                  | 314,10           | 4.               |

### Strzelectwo
Mężczyźni
| Zawodnik            | Konkurencja   | Kwalifikacje | Kwalifikacje | Finał           | Finał           |
| Zawodnik            | Konkurencja   | Wynik        | Pozycja      | Wynik           | Pozycja         |
| ------------------- | ------------- | ------------ | ------------ | --------------- | --------------- |
| Luca Tesconi        | ppn 60        | 584          | 5.           | 685,8           | srebro          |
| Francesco Bruno     | ppn 60        | 574          | 29.          | → Nie awansował | → Nie awansował |
| Francesco Bruno     | Pdw 60        | 553          | 24.          | → Nie awansował | → Nie awansował |
| Giuseppe Giordano   | Pdw 60        | 559          | 8.           | 656,0           | 5.              |
| Niccolò Campriani   | Kpn 60        | 599          | 1.           | 701,5           | srebro          |
| Niccolò Campriani   | Kdw 60l       | 595          | 6.           | 697,6           | 8.              |
| Niccolò Campriani   | Kdw 3 x 40    | 1180         | 1.           | 1278,5          | złoto           |
| Marco De Nicolo     | Kpn 60        | 590          | 34.          | → Nie awansował | → Nie awansował |
| Marco De Nicolo     | Kdw 60 l      | 589          | 36.          | → Nie awansował | → Nie awansował |
| Marco De Nicolo     | Kdw 3 x 40    | 1165         | 15.          | → Nie awansował | → Nie awansował |
| Massimo Fabbrizi    | trap          | 123          | 4.           | 146             | srebro          |
| Giovanni Pellielo   | trap          | 121          | 8.           | → Nie awansował | → Nie awansował |
| Francesco D’Aniello | trap podwójny | 136          | 8.           | → Nie awansował | → Nie awansował |
| Daniele Di Spigno   | trap podwójny | 131          | 18.          | → Nie awansował | → Nie awansował |
| Luigi Lodde         | skeet         | 120          | 5.           | 143             | 5.              |
| Ennio Falco         | skeet         | 118          | 14.          | → Nie awansował | → Nie awansował |

Kobiety
| Zawodnik        | Konkurencja | Kwalifikacje | Kwalifikacje | Finał            | Finał            |
| Zawodnik        | Konkurencja | Wynik        | Pozycja      | Wynik            | Pozycja          |
| --------------- | ----------- | ------------ | ------------ | ---------------- | ---------------- |
| Petra Zublasing | kpn 40      | 396          | 12.          | → Nie awansowała | → Nie awansowała |
| Petra Zublasing | Ksp 3 x 20  | 581          | 12.          | → Nie awansowała | → Nie awansowała |
| Elania Nardelli | kpn 40      | 390          | 46.          | → Nie awansowała | → Nie awansowała |
| Elania Nardelli | Ksp 3 x 20  | 574          | 35.          | → Nie awansowała | → Nie awansowała |
| Jessica Rossi   | trap        | 75           | 1.           | 99               | złoto            |
| Chiara Cainero  | skeet       | 67           | 6.           | 89               | 5.               |

### Szermierka
Kobiety
| Zawodnik                                                                 | Konkurencja          | 1/32             | 1/16                            | 1/8                       | Ćwierćfinały              | Półfinały               | Miejsca 5-8.     | Mecz o 7. miejsce | Finał / Mecz o 3. miejsce | Finał / Mecz o 3. miejsce |
| Zawodnik                                                                 | Konkurencja          | Przeciwnik Wynik | Przeciwnik Wynik                | Przeciwnik Wynik          | Przeciwnik Wynik          | Przeciwnik Wynik        | Przeciwnik Wynik | Przeciwnik Wynik  | Przeciwnik Wynik          | Pozycja                   |
| ------------------------------------------------------------------------ | -------------------- | ---------------- | ------------------------------- | ------------------------- | ------------------------- | ----------------------- | ---------------- | ----------------- | ------------------------- | ------------------------- |
| Gioia Marzocca                                                           | szabla indywidualnie |                  | María Belén Pérez Maurice 15-10 | Kim Ji-yeon 7-15          | → Nie awansowała          | → Nie awansowała        |                  |                   | → Nie awansowała          | 9.                        |
| Irene Vecchi                                                             | szabla indywidualnie |                  | Sophie Williams 15-6            | Chen Xiaodong 15-10       | Olha Charłan 9-15         | → Nie awansowała        |                  |                   | → Nie awansowała          | 5.                        |
| Elisa Di Francisca                                                       | floret indywidualnie |                  | Mona Shaito 15-2                | Carolin Golubytskyi 15-9  | Chieko Sugawara 15-9      | Nam Hyun-hee 11-10      |                  |                   | Arianna Errigo 12-11      | złoto                     |
| Arianna Errigo                                                           | floret indywidualnie |                  | Johana Fuenmayor 15-4           | Kamiłła Gafurzianowa 15-7 | Lee Kiefer 15-10          | Valentina Vezzali 15-12 |                  |                   | Elisa Di Francisca 11-12  | srebro                    |
| Valentina Vezzali                                                        | floret indywidualnie |                  | Shiho Nishioka 14-8             | Chen Jinyan 15-6          | Inès Boubakri 8-7         | Arianna Errigo 12-15    |                  |                   | Nam Hyun-hee 13-12        | brąz                      |
| Rossella Fiamingo                                                        | szpada indywidualnie |                  | Nozomi Nakano 15-11             | Maya Lawrence 15-7        | Sun Yujie 14-15           | → Nie awansowała        |                  |                   | → Nie awansowała          | 5.                        |
| Mara Navarria                                                            | szpada indywidualnie |                  | Maya Lawrence 12-15             | → Nie awansowała          | → Nie awansowała          | → Nie awansowała        |                  |                   | → Nie awansowała          | 17.                       |
| Bianca Del Carretto                                                      | szpada indywidualnie |                  | Britta Heidemann 13-14          | → Nie awansowała          | → Nie awansowała          | → Nie awansowała        |                  |                   | → Nie awansowała          | 17.                       |
| Elisa Di Francisca Arianna Errigo Valentina Vezzali Ilaria Salvatori     | floret drużynowo     |                  |                                 |                           | Wielka Brytania · 42-14   | Francja · 45-22         |                  |                   | Rosja · 45-31             | złoto                     |
| Bianca Del Carretto Rossella Fiamingo Mara Navarria Nathalie Moellhausen | szpada drużynowo     |                  |                                 |                           | Stany Zjednoczone · 35-45 | → Nie awansowały        | Rumunia · 39-45  | Ukraina · 45-40   | → Nie awansowały          | 7.                        |

Mężczyźni
| Zawodnik                                                       | Konkurencja          | 1/32             | 1/16                 | 1/8                      | Ćwierćfinały                 | Półfinały                 | Finał / Mecz o 3. miejsce | Finał / Mecz o 3. miejsce |
| Zawodnik                                                       | Konkurencja          | Przeciwnik Wynik | Przeciwnik Wynik     | Przeciwnik Wynik         | Przeciwnik Wynik             | Przeciwnik Wynik          | Przeciwnik Wynik          | Pozycja                   |
| -------------------------------------------------------------- | -------------------- | ---------------- | -------------------- | ------------------------ | ---------------------------- | ------------------------- | ------------------------- | ------------------------- |
| Diego Occhiuzzi                                                | szabla indywidualnie |                  | Liu Xiao 15-9        | Aldo Montano 15-13       | Timothy Morehouse 15-9       | Rareș Dumitrescu 15-11    | Áron Szilágyi 8-15        | srebro                    |
| Luigi Tarantino                                                | szabla indywidualnie |                  | Max Harting 14-15    | → Nie awansował          | → Nie awansował              | → Nie awansował           | → Nie awansował           | 17.                       |
| Aldo Montano                                                   | szabla indywidualnie |                  | Waleryj Pryjomka     | Diego Occhiuzzi 13-15    | → Nie awansował              | → Nie awansował           | → Nie awansował           | 9.                        |
| Andrea Baldini                                                 | floret indywidualnie |                  | Ryō Miyake 15-6      | Race Imboden 15-9        | Aleksiej Czeriemisinow 15-5  | Lei Sheng 11–15           | Choi Byung-chul 14-15     | 4.                        |
| Valerio Aspromonte                                             | floret indywidualnie |                  | Radu Dărăban 15-11   | Sebastian Bachmann 15-11 | Lei Sheng 8-15               | → Nie awansował           | → Nie awansował           | 5.                        |
| Andrea Cassarà                                                 | floret indywidualnie |                  | Mohamed Samandi 15-7 | Yūki Ōta 15-14           | Alaaeldin Abouelkassem 10-15 | → Nie awansował           | → Nie awansował           | 5.                        |
| Paolo Pizzo                                                    | szpada indywidualnie |                  | Leung Ka Ming 15-14  | Alexandre Bouzaid 15-11  | Rubén Limardo 12-15          | → Nie awansował           | → Nie awansował           | 5.                        |
| Valerio Aspromonte Giorgio Avola Andrea Baldini Andrea Cassarà | floret drużynowo     |                  |                      |                          | Wielka Brytania · 45-40      | Stany Zjednoczone · 45-24 | Japonia · 45-39           | złoto                     |
| Aldo Montano Diego Occhiuzzi Luigi Samele Luigi Tarantino      | szabla drużynowo     |                  |                      |                          | Białoruś · 45-44             | Korea Południowa · 37-45  | Rosja · 45-40             | brąz                      |

### Taekwondo
Mężczyźni
| Zawodnik        | Konkurencja | 1/8                | Ćwierćfinał          | Półfinał              | Repesaż 1        | Repesaż 2              | Finał                   | Finał   |
| Zawodnik        | Konkurencja | Przeciwnik Wynik   | Przeciwnik Wynik     | Przeciwnik Wynik      | Przeciwnik Wynik | Przeciwnik Wynik       | Przeciwnik Wynik        | Pozycja |
| --------------- | ----------- | ------------------ | -------------------- | --------------------- | ---------------- | ---------------------- | ----------------------- | ------- |
| Mauro Sarmiento | -80 kg      | Rasuł Abduraim 5:1 | Ramin Əzizov 2:1     | Nicolás García 1:2    |                  | Nesar Ahmad Bahave 4:0 | → Nie awansował         | brąz    |
| Carlo Molfetta  | +80 kg      | Aliszer Gulow 7:3  | Liu Xiaobo 5 (SDP):5 | Daba Modibo Keïta 6:4 |                  |                        | Anthony Obame 9 (SDP):9 | złoto   |

### Tenis stołowy
| Zawodnik               | Konkurencja        | Eliminacje       | Runda 1                                        | Runda 2                                                         | Runda 3          | 1/8 finału       | Ćwierćfinały     | Półfinały        | Finał            | Finał   |
| Zawodnik               | Konkurencja        | Przeciwnik Wynik | Przeciwnik Wynik                               | Przeciwnik Wynik                                                | Przeciwnik Wynik | Przeciwnik Wynik | Przeciwnik Wynik | Przeciwnik Wynik | Przeciwnik Wynik | Pozycja |
| ---------------------- | ------------------ | ---------------- | ---------------------------------------------- | --------------------------------------------------------------- | ---------------- | ---------------- | ---------------- | ---------------- | ---------------- | ------- |
| Miahai bobocica        | gra pojedyncza (m) |                  | Andy Preira 4-0 11:6, 11:7, 11:3, 11:4         | Werner Schlager 2-4 12:10, 9:11, 11:5, 8:11, 12;14, 10:12       | → Nie awansował  | → Nie awansował  | → Nie awansował  | → Nie awansował  | → Nie awansował  | 33.     |
| Wenling Tan Monfardini | gra pojedyncza (k) |                  | Olufunke Oshonaike 4-0 11:7, 11:5, 12:10, 11:1 | Anna Tichomirowa 3-4 11:6, 6:11, 8:11, 14:12, 11:8, 6:11, 10:12 | → Nie awansowała | → Nie awansowała | → Nie awansowała | → Nie awansowała | → Nie awansowała | 33.     |

### Tenis ziemny
Kobiety
| Zawodnik                            | Konkurencja | 1/32                          | 1/16                                                        | 1/8                                             | Ćwierćfinały                            | Półfinały        | Finał            | Finał          |
| Zawodnik                            | Konkurencja | Przeciwnik Wynik              | Przeciwnik Wynik                                            | Przeciwnik Wynik                                | Przeciwnik Wynik                        | Przeciwnik Wynik | Przeciwnik Wynik | Pozycja        |
| ----------------------------------- | ----------- | ----------------------------- | ----------------------------------------------------------- | ----------------------------------------------- | --------------------------------------- | ---------------- | ---------------- | -------------- |
| Sara Errani                         | singel      | Venus Williams 3:6, 1:6       | → Nie awansowała                                            | → Nie awansowała                                | → Nie awansowała                        | → Nie awansowała | → Nie awansowała | Miejsca 33-64. |
| Flavia Pennetta                     | singel      | Sorana Cîrstea 6:2, 4:6, 2:6  | Cwetana Pironkowa 7:5, 6:1                                  | Petra Kvitová 3:6, 0:6                          | → Nie awansowała                        | → Nie awansowała | → Nie awansowała | Miejsca 9-16.  |
| Francesca Schiavone                 | singel      | Klára Zakopalová 6:3, 3:6 6:4 | Wiera Zwonariowa 3:6, 3:6                                   | → Nie awansowała                                | → Nie awansowała                        | → Nie awansowała | → Nie awansowała | Miejsca 17-32. |
| Roberta Vinci                       | singel      | Kim Clijsters 1:6, 4:6        | → Nie awansowała                                            | → Nie awansowała                                | → Nie awansowała                        | → Nie awansowała | → Nie awansowała | Miejsca 33-64. |
| Sara Errani Roberta Vinci           | debel       |                               | Petra Cetkovská Lucie Šafářová 6:2, 6:3                     | Andreja Klepač Katarina Srebotnik 7:5, 4:6, 6:4 | Serena Williams Venus Williams 1:6, 1:6 | → Nie awansowały | → Nie awansowały | Miejsca 5-8.   |
| Flavia Pennetta Francesca Schiavone | debel       |                               | Anabel Medina Garrigues Arantxa Parra Santonja 7:6 (4), 6:4 | Chuang Chia-jung Hsieh Su-wei 7:6 (3), 5:7, 4:6 | → Nie awansowały                        | → Nie awansowały | → Nie awansowały | Miejsca 9-16.  |

Mężczyźni
| Zawodnik                        | Konkurencja | 1/32                            | 1/16                                           | 1/8              | Ćwierćfinały     | Półfinały        | Finał            | Finał          |
| Zawodnik                        | Konkurencja | Przeciwnik Wynik                | Przeciwnik Wynik                               | Przeciwnik Wynik | Przeciwnik Wynik | Przeciwnik Wynik | Przeciwnik Wynik | Pozycja        |
| ------------------------------- | ----------- | ------------------------------- | ---------------------------------------------- | ---------------- | ---------------- | ---------------- | ---------------- | -------------- |
| Andreas Seppi                   | singel      | Donald Young 6:4, 6:4           | Juan Martín del Potro 3:6, 6 (2):7             | → Nie awansował  | → Nie awansował  | → Nie awansował  | → Nie awansował  | Miejsca 17-32. |
| Fabio Fognini                   | singel      | Novak Đoković 7:6 (7), 2:6, 2:6 | → Nie awansował                                | → Nie awansował  | → Nie awansował  | → Nie awansował  | → Nie awansował  | Miejsca 33-64. |
| Andreas Seppi Daniele Bracciali | debel       |                                 | Tomáš Berdych Radek Štěpánek 6:4, 6 (5):7, 4:6 | → Nie awansowali | → Nie awansowali | → Nie awansowali | → Nie awansowali | Miejsca 17-32. |

Gra mieszana
| Zawodnicy                       | Konkurencja | 1/32             | 1/16             | 1/8                                             | Ćwierćfinał                                       | Półfinał         | Finał            | Finał         |
| Zawodnicy                       | Konkurencja | Przeciwnik Wynik | Przeciwnik Wynik | Przeciwnik Wynik                                | Przeciwnik Wynik                                  | Przeciwnik Wynik | Przeciwnik Wynik | Pozycja       |
| ------------------------------- | ----------- | ---------------- | ---------------- | ----------------------------------------------- | ------------------------------------------------- | ---------------- | ---------------- | ------------- |
| Sara Errani Andreas Seppi       | mikst       |                  |                  | Lisa Raymond Mike Bryan 5:7, 3:6                | → Nie awansowali                                  | → Nie awansowali | → Nie awansowali | Miejsca 9-16. |
| Roberta Vinci Daniele Bracciali | mikst       |                  |                  | Sofia Arvidsson Robert Lindstedt 6:3, 4:6, 10:8 | Sabine Lisicki Christopher Kas 6:4, 6 (2):7, 7:10 | → Nie awansowali | → Nie awansowali | Miejsca 5-8.  |

### Triathlon
| Zawodnik           | Konkurencja | Pływanie (1,5 km) | Zmiana 1 | Jazda na rowerze (40 km) | Zmiana 2 | Bieg (10 km) | Czas    | Pozycja |
| ------------------ | ----------- | ----------------- | -------- | ------------------------ | -------- | ------------ | ------- | ------- |
| Alessandro Fabian  | mężczyźni   | 17:01             | 0:41     | 59:10                    | 0:28     | 30:43        | 1:48:03 | 10.     |
| Davide Uccellari   | mężczyźni   | 18:26             | 0:44     | 59:16                    | 0:30     | 31:13        | 1:50:09 | 29.     |
| Annamaria Mazzetti | kobiety     | 19:25             | 0:40     | 1:11:09                  | 0:35     | 37:19        | 2:09:08 | 46.     |

### Wioślarstwo
Mężczyźni
| Zawodnik                                                           | Konkurencja | Eliminacje | Eliminacje | Repesaż | Repesaż | Półfinały A/B | Półfinały A/B | Finał A/B | Finał A/B | Miejsce |
| Zawodnik                                                           | Konkurencja | Czas       | M.         | Czas    | M.      | Czas          | M.            | Czas      | M.        | Miejsce |
| ------------------------------------------------------------------ | ----------- | ---------- | ---------- | ------- | ------- | ------------- | ------------- | --------- | --------- | ------- |
| Alessio Sartori Romano Battisti                                    | M2x         | 6:18,50    | 2.         |         |         | 6:20,68       | 3.            | 6:32,80   | 2.(A)     | srebro  |
| Niccolò Mornati Lorenzo Carboncini                                 | M2-         | 6:18,33    | 2.         |         |         | 6:56,82       | 2.            | 6:26,17   | 4.(A)     | 4.      |
| Pietro Ruta Elia Luini                                             | LM2x        | 6:35,72    | 1.         |         |         | 6:41,17       | 5.            | 6:29,92   | 1.(B)     | 7.      |
| Luca Agamennoni Vincenzo Capelli Mario Paonessa Simone Venier      | M4-         | 6;02,01    | 4.         | 6:04,27 | 3.      | 6:05,00       | 4.            | 6:09,42   | 2.(B)     | 8.      |
| Matteo Stefanini Francesco Fossi Pierpaolo Frattini Simone Raineri | M4x         | 6:08,99    | 5.         | 5:44,57 | 2.      | 6:18,96       | 6.            | 6:02,57   | 5.(B)     | 11.     |
| Daniele Danesin Andrea Caianiello Marcello Miani Martino Goretti   | LM4-        | 5:56,71    | 4.         | 6:01,66 | 2.      | 6:08,44       | 5.            | 6:29,92   | 1.(B)     | 7.      |

Kobiety
| Zawodnik                      | Konkurencja | Eliminacje | Eliminacje | Repesaż | Repesaż | Półfinały A/B | Półfinały A/B | Finał A/B | Finał A/B | Miejsce |
| Zawodnik                      | Konkurencja | Czas       | M.         | Czas    | M.      | Czas          | M.            | Czas      | M.        | Miejsce |
| ----------------------------- | ----------- | ---------- | ---------- | ------- | ------- | ------------- | ------------- | --------- | --------- | ------- |
| Claudia Wurzel Sara Bertolasi | W2-         | 7:21,44    | 5.         | 7:18,14 | 4.      |               |               | 8:06,14   | 4.(B)     | 10.     |

### Zapasy
Mężczyźni – styl klasyczny
| Zawodnik          | Konkurencja | Kwalifikacje     | 1/8                  | Ćwierćfinał      | Półfinał         | Repesaż 1        | Repesaż 2        | Finał            | Finał   |
| Zawodnik          | Konkurencja | Przeciwnik Wynik | Przeciwnik Wynik     | Przeciwnik Wynik | Przeciwnik Wynik | Przeciwnik Wynik | Przeciwnik Wynik | Przeciwnik Wynik | Pozycja |
| ----------------- | ----------- | ---------------- | -------------------- | ---------------- | ---------------- | ---------------- | ---------------- | ---------------- | ------- |
| Daigoro Timoncini | -96 kg      |                  | Artur Aleksanian 0-3 | → Nie awansowała | → Nie awansowała | → Nie awansowała | → Nie awansowała | → Nie awansowała | 18.     |

### Żeglarstwo
Kobiety
| Zawodnik                    | Konkurencja  | Wyścig | Wyścig | Wyścig | Wyścig | Wyścig | Wyścig | Wyścig | Wyścig | Wyścig | Wyścig | Wyścig | Punkty | Finałowa pozycja |
| Zawodnik                    | Konkurencja  | 1      | 2      | 3      | 4      | 5      | 6      | 7      | 8      | 9      | 10     | M*     | Punkty | Finałowa pozycja |
| --------------------------- | ------------ | ------ | ------ | ------ | ------ | ------ | ------ | ------ | ------ | ------ | ------ | ------ | ------ | ---------------- |
| Alessandra Sensini          | RS:X         | 12     | 9      | 11     | 8      | 11     | 9      | 6      | 6      | 10     | 9      | 16     | 95     | 9.               |
| Francesca Clapcich          | Laser Radial | 20     | 16     | 24     | 7      | 9      | 27     | 18     | 25     | 21     | 19     |        | 159    | 19.              |
| Giulia Conti Giovanna Micol | 470          | 8      | 10     | 18     | 2      | 3      | 1      | 16     | 16     | 6      | 7      | 4      | 73     | 5.               |

Mężczyźni
| Zawodnik                        | Konkurencja | Wyścig | Wyścig | Wyścig | Wyścig | Wyścig | Wyścig | Wyścig | Wyścig | Wyścig | Wyścig | Wyścig | Punkty | Finałowa pozycja |
| Zawodnik                        | Konkurencja | 1      | 2      | 3      | 4      | 5      | 6      | 7      | 8      | 9      | 10     | M*     | Punkty | Finałowa pozycja |
| ------------------------------- | ----------- | ------ | ------ | ------ | ------ | ------ | ------ | ------ | ------ | ------ | ------ | ------ | ------ | ---------------- |
| Federico Esposito               | RS:X        | 31     | 30     | 33     | 31     | 32     | 36     | 33     | 35     | 29     | 15     |        | 269    | 34.              |
| Michele Regolo                  | Laser       | 31     | 35     | 46     | 10     | 21     | 32     | 43     | 35     | 43     | 30     |        | 280    | 35.              |
| Filippo Baldassari              | Finn        | 20     | 22     | 24     | 21     | 14     | 21     | 17     | 18     | 18     | 13     |        | 164    | 22.              |
| Gabrio Zandonà Pietro Zucchetti | 470         | 6      | 26     | 1      | 8      | 6      | 13     | 8      | 4      | 11     | 3      | 12     | 72     | 4.               |

Open
| Zawodnik                              | Konkurencja | Wyścig | Wyścig | Wyścig | Wyścig | Wyścig | Wyścig | Wyścig | Wyścig | Wyścig | Wyścig | Wyścig | Wyścig | Wyścig | Wyścig | Wyścig | Wyścig | Punkty | Finałowa pozycja |
| Zawodnik                              | Konkurencja | 1      | 2      | 3      | 4      | 5      | 6      | 7      | 8      | 9      | 10     | 11     | 12     | 13     | 14     | 15     | M*     | Punkty | Finałowa pozycja |
| ------------------------------------- | ----------- | ------ | ------ | ------ | ------ | ------ | ------ | ------ | ------ | ------ | ------ | ------ | ------ | ------ | ------ | ------ | ------ | ------ | ---------------- |
| Giuseppe Angilella Gianfranco Sibello | 49er        | 14     | 11     | 13     | 10     | 11     | 7      | 8      | 12     | 15     | 3      | 13     | 18     | 9      | 5      | 1      | 16     | 148    | 9.               |

M = Wyścig medalowy